# Renault Type OX
Der Renault Type OX war der erste serienmäßig gebaute Lkw mit zwei angetriebenen Hinterachsen (6×4) in der Dreitonnen-Klasse und fand vor allem militärisch, aber  auch zivil Verwendung.

## Geschichte
Renault hatte mit dem Renault Type MH, einem leichten Lkw mit 1,5 Tonnen Nutzlast, bewiesen, dass Dreiachser mit zwei angetriebenen Hinterachsen über überdurchschnittliche Geländegängigkeit verfügten und daher in straßenlosen Gebieten, insbesondere aber auch für das Militär brauchbar waren.
Es lag daher nahe, jetzt nach gleicher Antriebsformel einen Lkw in der Dreitonnen-Klasse zu konstruieren: Im Ersten Weltkrieg hatte sich gezeigt, dass der Dreitonner ein Standard-Lkw war, dessen Nutzlast und Gesamtgewicht für militärische Bedürfnisse den besten Kompromiss darstellte. Ein besonders geländegängiger Lkw in dieser Nutzlastklasse versprach deshalb gute Verkaufschancen.
Die Hoffnung von Renault erfüllte sich jedoch nicht: Das Fahrzeug wurde zwar viel beachtet und gelobt, indessen kaum gekauft: Seit Ende des Ersten Weltkrieges war noch nicht einmal ein Jahrzehnt verstrichen. In diesem Krieg hatten sich alle europäischen Staaten wirtschaftlich vollkommen übernommen und gegenüber den USA hoch verschuldet. Ein neuer größerer Konflikt, für den man moderne Militärfahrzeuge hätte brauchen können, stand in absehbarer Zeit nicht zu erwarten.
So kaufte die französische Armee im Juli 1925, also kurz nach Vorstellung des Fahrzeugs, nur sechs Stück für die Armee in Französisch-Marokko, wo gerade der Rifkrieg tobte. Weitere drei gingen 1927 nach Syrien, seit 1920 französisches Mandatsgebiet, eine ebenfalls von Unruhen geplagte Gegend. Ein weiterer Renault OX wurde für Testzwecke in Frankreich gekauft. Die französische Luftwaffe wie auch die Fliegerkräfte der französischen Marine beschafften zusammen ein weiteres Dutzend, und mindestens 72 Stück bezog Polen für seine Armee. Die an Polen gelieferten Fahrzeuge befanden sich größtenteils noch im September 1939 im Dienst der polnischen Armee.
Ab 1926 kaufte eine speziell für Expeditionen in die Sahara gegründete Gesellschaft „Auto-Circouits Nord-Africaines“ einige Fahrzeuge des Typs Renault OX in einer Omnibus-Ausführung: Das Oberteil des Aufbaus bestand aus Segeltuch und konnte zur besseren Durchlüftung abgeplant werden. Die Sitzlehnen ließen sich mit wenigen Handgriffen in die Horizontale klappen, sodass man in dem Wagen schlafen konnte. Ein 300-Liter-Zusatztank erhöhte den Fahrbereich auf etwa 1000 km. Insgesamt wurden vier Reserveräder mitgeführt. Dass nicht nur die Natur, sondern auch Menschen jede Expedition in der Sahara zu einer Gefahr werden lassen konnten, zeigt die Tatsache, dass neben dem Fahrer ein MG in einer Dachluke montiert war – offenbar, um allfällige Räuber abwehren zu können.
Ferner wurden einige Omnibus-Varianten (allerdings mit Blechaufbau und ohne Sahara-Zusatzausrüstung) von Busbetrieben gekauft, die ihr Liniennetz in wegearmen Gegenden betrieben, so ging z. B. mindestens ein Exemplar in das dünnbesiedelte  Département Allier.
Die Produktion des Renault Type OX dauerte zunächst von 1925 bis 1927, danach wurden bis 1931 noch einige wenige Fahrzeuge in der Omnibus-Variante geliefert. Insgesamt dürften (Zivil- und Militärvarianten zusammen) etwa 100 Renault Type OX gebaut worden sein.

## Technik
Der wassergekühlte Vierzylinder-Ottomotor hatte eine Bohrung von 100 und einen Hub von 160 mm, mithin einen Hubraum von 5027 cm³. Die steuerliche Leistung wird mit 19/20 CV angegeben, über die tatsächliche effektive Leistung fehlen -damaligem Brauch in Frankreich folgend- jegliche Angaben, sie dürfte aber bei etwa 50 PS gelegen haben. Den gleichen Motor verwendete Renault in den damaligen schweren Lkw-Typen seines Programms, so den Fünftonnern Renault Type LP und MM und den 7,5-Tonnern MR und SH.  Der Kühler befand sich -wie damals bei Renault generell üblich- hinter dem Motor vor der Spritzwand des Fahrerhauses, weswegen die Motorhaube nach vorne stark abgeflacht auslief, was aerodynamisch günstig war. Allerdings wurde diese seltene  Haubenform scherzhaft auch als „Kohlenschaufel-Design“ bezeichnet.

Renault OX um 1926
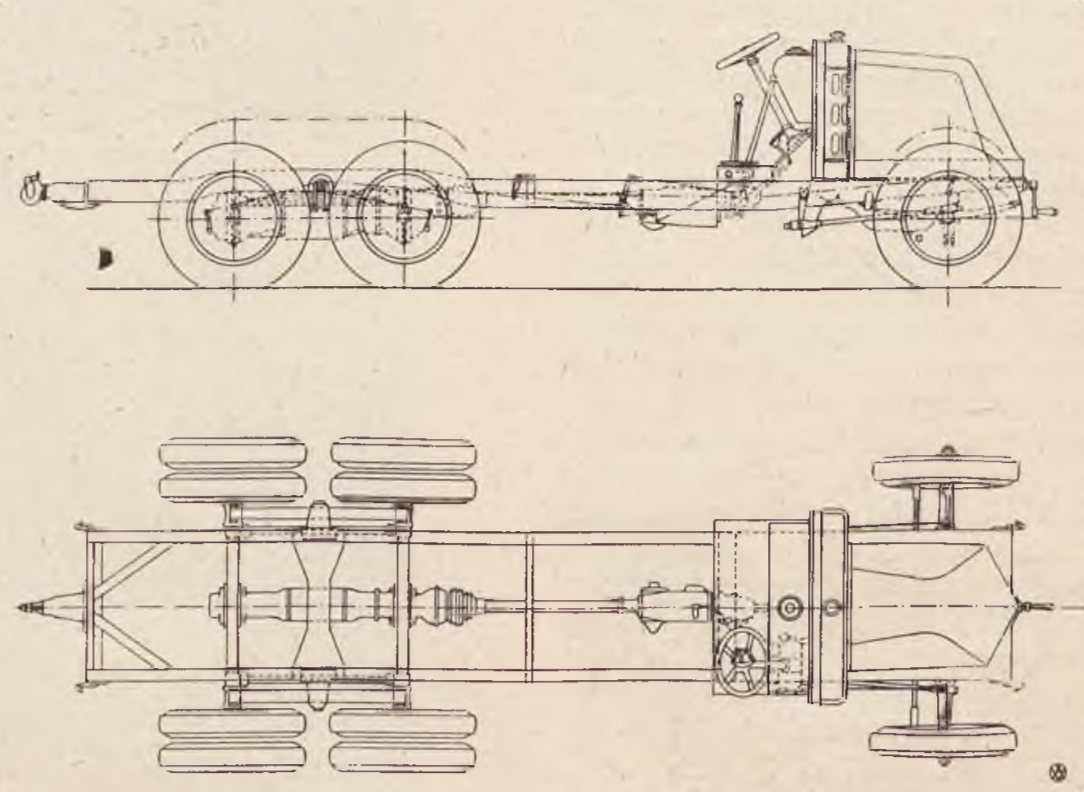
Renault Type OX Chassis
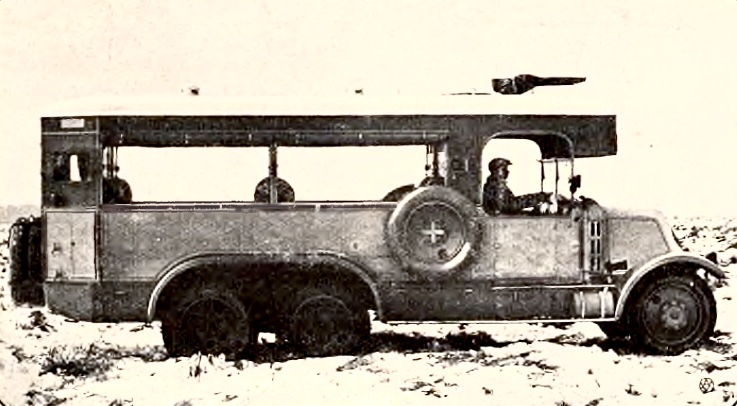
Renault Type OX, Omnibus-Ausführung für die Sahara
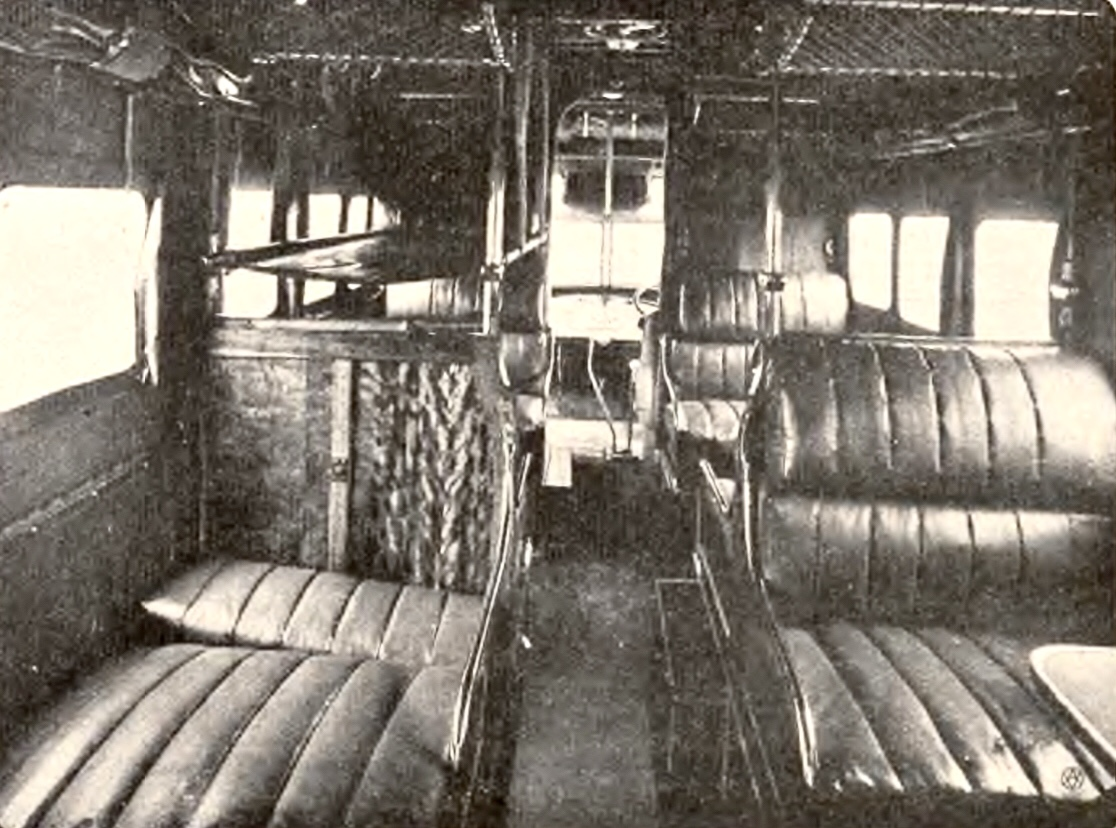
Renault Type OX, Omnibus-Ausführung für die Sahara innen
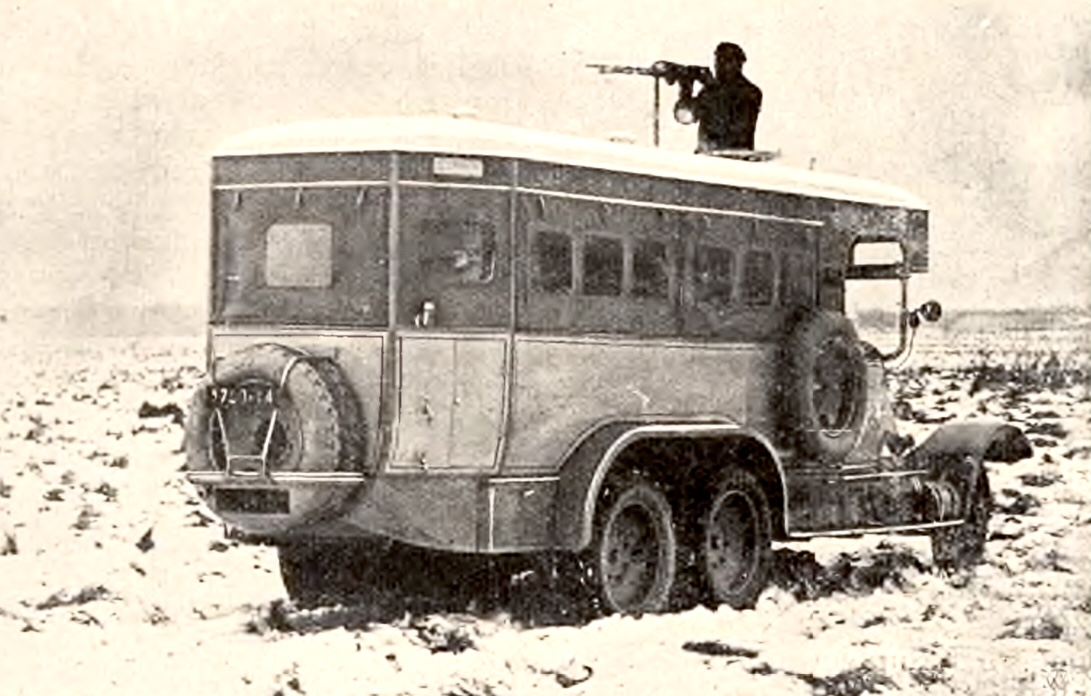
Renault Type OX, Omnibus-Ausführung für die Sahara, aufmontiertes MG

## Bedeutung des Fahrzeuges
Der Renault Type OX war der erste Dreiachser mit zwei angetriebenen Hinterachsen in der Dreitonnen-Klasse. Obwohl kommerziell nicht erfolgreich, kann er daher als Stammvater zahlreicher weiterer 6x4-Lkw in der Dreitonnen-Klasse angesehen werden, die in der Folgezeit entstanden:
- Deutschland: Henschel 33, Krupp L3 H63, Büssing III GL6, Mercedes-Benz LG 3000;
- Großbritannien: AEC 644 Marshall, Albion 39/45HP, Austin K6, Crossley IGL, Fordson Sussex, Guy FBAX, Karrier WO, Leyland Terrier, Thornycroft A9
- Österreich: Austro-Daimler ADG
- Sowjetunion: ZIS-6
- Tschechoslowakei: Tatra T28